# Brevet d’initiateur fédéral
Pour les articles homonymes, voir BIF.
Le brevet d’initiateur fédéral ou BIF est un diplôme français qui autorise l’encadrement à titre bénévole dans des clubs et associations pour divers sports. Il est depuis peu[Quand ?] obligatoire pour passer les différents brevets d’entraîneur fédéral.
C’est une option du brevet d’aptitude professionnelle d’assistant animateur technicien de la jeunesse et des sports (BAPAAT). Il est attribué après une semaine de stage.
Il concerne de nombreux sports, parmi lesquels les sports de glace (patinage artistique, hockey, danse sur glace), le surf, le roller, etc.